# Isaac Rojas
Isaac Francisco del Ángel Rojas (Buenos Aires, 3 de diciembre de 1906 - Buenos Aires, 13 de abril de 1993) fue un militar argentino, almirante de la Marina y uno de los mayores antiperonistas de las Fuerzas Armadas. Fue uno de los líderes del golpe de Estado del 16 de septiembre de 1955 junto a Eduardo Lonardi y Pedro Eugenio Aramburu (autodenominado «Revolución Libertadora»). Impulsó la política de «desperonización».
Consumado el golpe, en derrocamiento del gobierno constitucional de Juan Domingo Perón, se desempeñó como vicepresidente de facto de la dictadura militar entre 1955 y 1958 (con suplencia del poder constituyente, ejecutivo y legislativo, la designación del Poder Judicial y de los gobiernos provinciales).

## Biografía
Egresó de la Escuela Naval como guardiamarina con la promoción 54, cumpliendo en 1928 su primer viaje de instrucción a bordo de la fragata ARA Sarmiento. Su primer destino fue el acorazado ARA Rivadavia.
Durante el gobierno del presidente Juan Domingo Perón fue agregado naval de las embajadas en Brasil y en Uruguay (1950-1951), y posteriormente director de la Escuela Naval (1953-1955). En este destino, era director de la Escuela Naval, la Escuela de Aplicación y la Fuerza Naval de Instrucción.
A principios de la década de 1950 era ya contraalmirante. Como titular del instituto estuvo presente en actos y ceremonias oficiales con funcionarios del gobierno. Durante gran parte del peronismo mantuvo una actitud política neutra sin manifestar opinión alguna.

## Revolución de 1955

### Conspiración
A fines de 1954, integra distintas coaliciones golpistas, hasta que en agosto de 1955 le fue ofrecido el mando naval en el inminente golpe de Estado que estaba siendo coordinado por el capitán de navío Arturo Rial, en tanto dentro del ejército había varios grupos de personas que buscaban el golpe de Estado, entre los cuales uno estaba encabezado por el general Eduardo Lonardi y otro por el general Pedro Eugenio Aramburu. Estos grupos no habían fijado objetivos políticos comunes, salvo el del derrocamiento del gobierno.

### Golpe militar
La proclama inicial transmitida a las 15:20 horas del 16 de septiembre, encabezada por un «¡Aquí...Puerto Belgrano!» decía:

"Al Pueblo de toda la República. Movidos por los más puros ideales, apoyados por el legado histórico de nuestros próceres, alentados por las sagradas estrofas del Himno Nacional, nos hemos levantado hoy en vuestra compañía, contra la siniestra tiranía que ha tratado por todos los medios de ensuciar y destruir nuestra fe, nuestros símbolos y nuestras instituciones.

Los hechos parecieron precipitarse cuando, en Córdoba, el general Dalmiro Videla Balaguer, comprometido en el movimiento, creyó haber sido descubierto. Dejó su puesto en Río Cuarto y fue a ocultarse a la ciudad de Córdoba, lo que alertó a los servicios de inteligencia de que algo grave estaba por ocurrir. E
Rojas asume el 18 de septiembre el mando supremo de las Fuerzas Navales como Comandante en Jefe de la Marina de Guerra en Operaciones. Rojas, al mando de parte la Flota de Mar desde el crucero de guerra ARA Diecisiete de Octubre (ex-USS Phoenix, luego de la revolución rebautizado ARA General Belgrano), advirtió al presidente Perón de que «de no promoverse su salida del gobierno, la Flota de Mar bombardearía las instalaciones petroleras de YPF en Mar del Plata, Argentina». Es así que enel lunes 19, los buques se situaron frente a la costa de Mar del Plata, la que había sido evacuada en la zona adyacente a los depósitos de combustible ante las advertencias de un inmediato bombardeo. Según Enrique Manson, Rojas amenazó con que la próxima operación iba a ser sobre las destilerías de petróleo de La Plata, y si Perón no presenta la renuncia, seguirían hasta la destrucción de los tanques de Dock Sud. Alrededor de las 14 procedió a destruir las instalaciones con dos cañonazos, ocasionando una cantidad no determinada de muertos y heridos. A las 5:30 (del día 19), la población fue instada por las autoridades locales a abandonar sus hogares sobre toda la franja ribereña marplatense, que se extiende por más de 40 kilómetros, ante la amenaza de un inminente ataque desde las naves de guerra. Las amenazas de bombardeo apuntaban no sólo al puerto, al sur de la ciudad, sino también al área central, de los edificios Casino y Hotel Provincial, y la tradicional playa de La Perla, la primera hacia el norte. 
Sin embargo a las 6:40 se escuchó en toda la ciudad una tremenda explosión, al impactar una bomba contra uno de los depósitos de combustibles de YPF en el puerto. Desde este momento, con desesperación en muchas casos, las familias abandonaron sus casas en el sector costero, y muchas a pie, corriendo, se alejaron del mar. Los bombardeos siguieron durante toda la mañana y también alcanzaron a la Escuela Antiaérea (la actuación de Agrupación de Artillería de Defensa Aérea), situada en el extremo norte del distrito. Tras varias horas de bombardeos desembarcaron tropas y ocuparon la Escuela de artillería antiaérea de Mar del Plata.

Prosiguen viaje hacia Buenos Aires y amenaza con bombardear la zona adyacente al dock de Berisso porque se produciría el bombardeo de la Destilería de La Plata. 

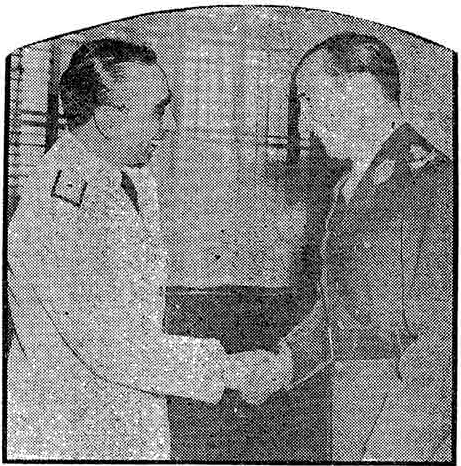
El vicepresidente Isaac Rojas (izquierda), que conservo su puesto a pesar de la salida de Lonardi, saluda al nuevo presidente, Pedro Eugenio Aramburu (derecha).

Una vez logrado golpe de Estado Eduardo Lonardi se impuso como presidente de facto y nombra a Rojas vicepresidente, cargo que continuaría ostentando durante dictadura de Pedro Eugenio Aramburu. Actuó presidente de la Junta Consultiva, representó las posturas más antiperonistas.
Como Jefe de Operaciones Navales estuvo involucrado en 1957 en los hechos que condujeron al incidente del Islote Snipe en el Canal Beagle y que tensaron las relaciones entre Chile y Argentina. Isaac Rojas, el 7 de mayo la baliza fue ametrallada y los marinos argentinos del patrullero ARA Guaraní la desarmaron y arrojaron los restos al mar. Los marinos argentinos desembarcaron y construyeron otra baliza con una torre metálica tipo mecano de unos 5 metros de altura en la parte más alta del islote. El 8 de mayo el islote fue sobrevolado por un avión de la Fuerza Aérea de Chile estallando el incidente diplomático.

## Vicepresidencia de facto
Disolvió la Constitución de 1949 y fue un acérrimo proscriptor del peronismo, llegando incluso a prohibir el uso de las palabras «Perón», «peronismo», «justicialismo», etcétera. Ha sido relacionado con los asesinatos en los basurales de José León Suárez, los asesinatos del bombardeo de Plaza de Mayo en junio de 1955, y en el asesinato de Manuel Chávez, secretario de la CGT Regional Azul, muerto en su casa el 22 de septiembre de 1955 por miembros de la Armada. 

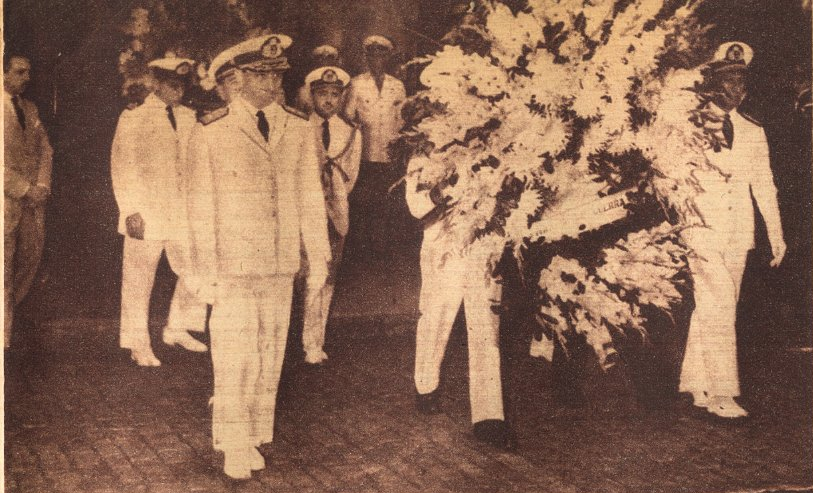
El vicepresidente (de facto) Isaac Rojas, junto al ministro de ejército y autoridades de las tres armas, durante el homenaje en el cementerio de la Chacarita para recordar al teniente general Eduardo Lonardi en 1957.

Como Jefe de Operaciones Navales estuvo involucrado en 1957 en los hechos que condujeron al incidente del Islote Snipe en el Canal Beagle y que tensaron las relaciones entre Chile y Argentina. Isaac Rojas, el 7 de mayo la baliza fue ametrallada y los marinos argentinos del patrullero ARA Guaraní la desarmaron y arrojaron los restos al mar. Los marinos argentinos desembarcaron y construyeron otra baliza con una torre metálica tipo mecano de unos 5 metros de altura en la parte más alta del islote. El 8 de mayo el islote fue sobrevolado por un avión de la Fuerza Aérea de Chile estallando el incidente diplomático.

## Actuación posterior
Durante la presidencia de Arturo Frondizi obtuvo el retiro efectivo y recibe el ascenso al rango de almirante el 23 de junio de 1958 (por Ley N.º 14 441, sancionada y promulgada por el Congreso de la Nación).
Isaac Rojas intervino[cita requerida] en 1963 en un fracasado golpe de Estado contra el gobierno del presidente interino José María Guido. El 7 de febrero fue detenido por la policía, pero pronto recuperó la libertad.
En el transcurso del Conflicto del Beagle fue uno de los promotores del rechazo al Laudo Arbitral de 1977 y partidario de la guerra con Chile para obtener la soberanía sobre las islas. Para ello creó el Movimiento de Reafirmación de la Soberanía Argentina en Picton, Lennox, Nueva y demás islas del Atlántico Sur y compiló el libro Argentina en el Atlántico, Chile en el Pacífico.
En 1989, al asumir la presidencia Carlos Saúl Menem, acudió a visitar al Almirante Rojas en su domicilio, un departamento ubicado en calle Austria entre Santa Fe y Arenales, que Rojas ocupó durante toda su vida. Dado que debido a su avanzada edad y precaria salud ya no salía de su casa, Menem en una inusual actitud lo visitó para dar un ejemplo de concordia y para poner de manifiesto su deseo de terminar con la antinomia peronismo-antiperonismo, que dividió a los argentinos durante cuarenta años.
Apodado «La Hormiga Negra» debido a su muy delgado físico y las enormes gafas que usaba.

## Fallecimiento
Isaac Francisco Rojas falleció el 13 de abril de 1993, a los 86 años de edad. Había pedido que —al fallecer— sus cenizas fueran esparcidas sobre el mar argentino, en el lugar donde durante la guerra de las Malvinas fue hundido el crucero ligero ARA General Belgrano.